# Kingsman: První mise
Kingsman: První mise (v anglickém originále The King’s Man) je historický a špionážní film Matthewa Vaughna. Vaughn kromě toho film produkoval a společně s Karlem Gajduskem napsal scénář. Jedná se o prequel k filmové sérii Kingsman, která se volně inspirovala stejnojmennou knižní komiksovou sérií od Dava Gibbonse a Marka Millara.
Do hlavních rolích byli obsazeni Ralph Fiennes, Gemma Artertonová, Rhys Ifans, Matthew Goode, Tom Hollander, Harris Dickinson, Daniel Brühl, Djimon Hounsou a Charles Dance.
Film měl být původně v kinech uveden již v listopadu 2019. Tvůrci premiéru posunuli nejdříve na únor 2020, na září 2020 a poté na únor 2021. Oficiální premiéra proběhla dne 22. prosince 2021 v amerických a 26. prosince 2021 v britských kinech, v českých se objevil od 6. ledna 2022.

## Synopse
Ti nejhorší tyrani a zločinci historie vytváří válku, aby mohli vyhladit miliony lidí. Jeden muž a jeho chráněnec musí závodit s časem, aby je zastavili.

## Obsazení
| Ralph Fiennes        | Orlando, vévoda z Oxfordu / Artuš                     |
| Gemma Arterton       | Pollyanna „Polly“ Wilkins / Galahad                   |
| Rhys Ifans           | Grigorij Jefimovič Rasputin                           |
| Matthew Goode        | Morton / Pastýř                                       |
| Tom Hollander        | Jiří V. / Vilém II. Pruský / Mikuláš II. Alexandrovič |
| Harris Dickinson     | Conrad Oxford                                         |
| Alexander Shaw       | mladý Conrad Oxford                                   |
| Daniel Brühl         | Erik Jan Hanussen                                     |
| Djimon Hounsou       | Shola / Merlin                                        |
| Charles Dance        | Herbert Kitchener                                     |
| Aaron Taylor-Johnson | Archie Reid / Lancelot                                |
| Alexandra Maria Lara | Emily, vévodkyně z Oxfordu                            |
| Joel Basman          | Gavrilo Princip                                       |
| Valerie Pachner      | Mata Hari                                             |
| Olivier Richters     | strážce Pastýřovy pevnosti                            |
| Todd Boyce           | Alfred DuPont                                         |
| Aaron Vodovoz        | princ Felix Jusupov                                   |
| Ron Cook             | arcivévoda František Ferdinand d'Este                 |
| Branka Katic         | Alexandra Fjodorovna Ruská                            |
| Alison Steadman      | Rita                                                  |
| Cassidy Little       | britský špion                                         |
| August Diehl         | Vladimir Iljič Lenin                                  |
| Ian Kelly            | Woodrow Wilson                                        |
| Stanley Tucci        | americký velvyslanec / Bedivere                       |
| David Kross          | Adolf Hitler                                          |